# Sisyphi Montes
Sisyphi Montes je pohoří na povrchu Marsu nacházející se na jižní polokouli planety , které se nachází jižně mezi impaktními krátery Hellas Planitia (na východě) a Argyre Planitia (na západě). Pohoří se táhne v jihoseverním směru okolo 200 km. Předpokládá se, že vznik pohoří je spojen se vznikem oblasti Hellas a že patří do skupiny pohoří, které vznikly jako reakce na dopad tělesa v Hellas Planitia ve vzdálenosti 3800 a 4900 km. Pohoří vystupuje 300 až 2 000 metrů nad okolní planinu se sklonem některých vrcholků okolo 15 °.
Pojmenováno bylo roku 1985 po řecké mytologické postavě Sisyfosovi, která musela do konce věčnosti tlačit kámen do kopce.
Sisyphi Montes obsahuje řadu různě erodovaných kráterů, což vypovídá o různém stáří jednotlivých částí.